# Pčelinjak u Maksimiru
Pčelinjak u Maksimiru je prizemna zgrada u parku Maksimir, sagrađena 1853. godine. Zgrada ima jednokatni središnji dio namijenjenim za stan pčelara. Na objekta se nadovezuju dva dugačka prizemna drvena krila u kojima su smještene košnice. Izvorno je u njoj bilo smješteno oko dvjesto košnica. Danas se koristi u edukacijske svrhe za nastavu pčelarstva Agronomskog fakulteta Sveučilišta u Zagrebu.